# セクシーキャットの演説/ムキダシで向き合って/そうじゃない
「セクシーキャットの演説/ムキダシで向き合って/そうじゃない」（セクシーキャットのえんぜつ/ムキダシでむきあって/そうじゃない）は、2016年11月23日にアップフロントワークス（zetimaレーベル）から発売されたモーニング娘。の62枚目のシングル。「モーニング娘。'16」（モーニングむすめワンシックス）名義でのリリースとなっている。

## リリース
初回生産限定盤A・B・C・通常盤A・B・Cの6形態で発売され、このうち初回生産限定盤A・B・CにはDVDが付属する。全ての初回生産限定盤にはイベント抽選シリアルナンバーカードが封入される。初回仕様の全ての通常盤にはトレーディングカード（通常盤A：「セクシーキャットの演説」衣裳のソロ11種+集合1種よりランダムにて1枚、通常盤B：「ムキダシで向き合って」衣裳のソロ11種+集合1種よりランダムにて1枚、通常盤C：「そうじゃない」衣裳のソロ11種+集合1種よりランダムにて1枚）が封入されている。

## チャート記録
初週で9.8万枚を売り上げ、2016年12月5日付オリコン週間シングルランキングで1位を獲得した。週間1位獲得は｢冷たい風と片思い/ENDLESS SKY/One and Only｣以来で通算18作目となる。また、自身が保持する全アーティスト歴代1位記録の「シングルTOP10入り獲得作品数」を通算62作に更新した（歴代2位はSMAPの55作）。

## 構成
1. セクシーキャットの演説
ミュージカルタッチで描いた曲とのこと。タイトルにもなっている「セクシーキャット」（猫の衣裳）に扮するセンターポジションの譜久村聖、工藤遥、小田さくらの3人と、それ以外のメンバーに分かれてパフォーマンスされる[7]。
2. ムキダシで向き合って
他の2曲とは異なり、つんく♂ではなく星部ショウとJean Luc Ponponにより製作された。
3. そうじゃない
センターは牧野真莉愛。
事務所の依頼により、牧野真莉愛を軸とした「歌謡曲」というコンセプトで製作された[7]。

## 収録曲
| #  | タイトル                                 | 作詞       | 作曲                       | 編曲            | 時間 |
| -- | ---------------------------------------- | ---------- | -------------------------- | --------------- | ---- |
| 1. | 「セクシーキャットの演説」               | つんく     | つんく                     | 大久保薫        | 4:55 |
| 2. | 「ムキダシで向き合って」                 | 星部ショウ | Jean Luc Ponpon&星部ショウ | Jean Luc Ponpon | 3:49 |
| 3. | 「そうじゃない」                         | つんく     | つんく                     | 平田祥一郎      | 4:40 |
| 4. | 「セクシーキャットの演説」(Instrumental) |            |                            |                 | 4:54 |
| 5. | 「ムキダシで向き合って」(Instrumental)   |            |                            |                 | 3:49 |
| 6. | 「そうじゃない」(Instrumental)           |            |                            |                 | 4:42 |

| #  | タイトル                                | 作詞 | 作曲・編曲 | 時間 |
| -- | --------------------------------------- | ---- | ---------- | ---- |
| 1. | 「セクシーキャットの演説」(Music Video) |      |            | 5:30 |

| #  | タイトル                              | 作詞 | 作曲・編曲 | 時間 |
| -- | ------------------------------------- | ---- | ---------- | ---- |
| 1. | 「ムキダシで向き合って」(Music Video) |      |            | 5:21 |

| #  | タイトル                      | 作詞 | 作曲・編曲 | 時間 |
| -- | ----------------------------- | ---- | ---------- | ---- |
| 1. | 「そうじゃない」(Music Video) |      |            | 7:29 |

## リリース日一覧
| 地域 | リリース日     | レーベル | 規格                                              | カタログ番号                     |
| ---- | -------------- | -------- | ------------------------------------------------- | -------------------------------- |
| 日本 | 2016年11月23日 | zetima   | CDマキシシングル+DVD                              | EPCE-7259〜60（初回生産限定盤A） |
| 日本 | 2016年11月23日 | zetima   | CDマキシシングル+DVD                              | EPCE-7261〜62（初回生産限定盤B） |
| 日本 | 2016年11月23日 | zetima   | CDマキシシングル+DVD                              | EPCE-7263〜64（初回生産限定盤C） |
| 日本 | 2016年11月23日 | zetima   | CDマキシシングル                                  | EPCE-7265（通常盤A）             |
| 日本 | 2016年11月23日 | zetima   | CDマキシシングル                                  | EPCE-7266（通常盤B）             |
| 日本 | 2016年11月23日 | zetima   | CDマキシシングル                                  | EPCE-7267（通常盤C）             |
| 日本 | 2016年11月23日 | zetima   | ダウンロードシングル （LC-AAC）                   |                                  |
| 日本 | 2016年11月23日 | zetima   | ハイレゾダウンロードシングル （FLAC 96kHz/24bit） |                                  |

## 参加メンバー
- 9期：譜久村聖、生田衣梨奈
- 10期：飯窪春菜、石田亜佑美、佐藤優樹、工藤遥
- 11期：小田さくら
- 12期：尾形春水、野中美希、牧野真莉愛、羽賀朱音

## 参加ミュージシャン
セクシーキャットの演説
- Sound Produce：つんく♂
- Keyboard & Programming：大久保薫
- Chorus：小田さくら

ムキダシで向き合って
- All Instruments & Programming：Jean Luc Ponpon（角田崇徳らが参加している音楽グループ）
- Chorus：モーニング娘。'16

そうじゃない
- Sound Produce：つんく♂
- Programming：平田祥一郎
- Chorus：譜久村聖、小田さくら